# おりづる (人工衛星)
おりづる（英: Deployable Boom and Umbrella Test - DEBUT）は日本の人工衛星。伸展展開機能実験ペイロード。主に空力傘の展開・収納実験を目的に開発された試験衛星で、多面体に、傘がついた様な形状をしている。
1990年2月7日、もも1号bと共にH-Iロケット6号機によって種子島宇宙センターより打ち上げられた。
このような傘は将来的に低軌道静止衛星や月・惑星探査機のエアロブレーキ装置として使われる可能性がある。